# Middlemarch
Middlemarch, A Study of Provincial Life (1871–72) is een psychologische roman van de Engelse schrijfster George Eliot, handelend over het kleinburgerlijk leven in het plaatsje Middlemarch rond 1830. Een eerste Nederlandse vertaling kwam uit in 1872, een moderne vertaling verscheen in 2002 van de hand van Annelies Roeleveld en Margret Stevens.

## Ontstaansgeschiedenis
Middlemarch speelt zich af in de eerste helft van de 19e eeuw. Oorspronkelijk was het de bedoeling van Eliot om alleen het verhaal te vertellen van Tertius Lydgate,

## Inhoud
Tertius Lydgate is een ambitieuze jonge dokter die in 1729 naar het provinciestadje Middlemarch komt in het vertrouwen grootse dingen te kunnen verrichten. Door zijn huwelijk met de mooie maar oppervlakkige Rosamonde Vincy verliest hij echter zijn illusies zowel als zijn integriteit en ziet zich uiteindelijk genoodzaakt het stadje te ontvluchten. Dorothea Brooke verlangt (net als de schrijfster) naar een hoogstaander leven dan haar omgeving en daarom huwt ze met de geleerde Casaubon. Ze droomt ervan hem te kunnen helpen bij zijn onderzoek, maar al snel komt ze erachter dat zijn werk waardeloos is en nooit enig nut zal opleveren. Casaubon spant zich ook helemaal niet in om zijn vrouw te begrijpen, noch om haar de genegenheid te schenken waarnaar ze hunkert. Wanneer Casaubon ziet dat zijn vrouw en de kunstenaar Will Ladislaw zich tot elkaar aangetrokken voelen, laat hij in zijn testament opnemen dat Dorothea zijn fortuin verbeurt als zij na zijn dood met Ladislaw huwt. Uiteindelijk huwen beide geliefden toch.

## Structuur
De verhaallijn van Dorothea Brooke en die van Tertius Lydgate kan als elkaars tegenhanger worden beschouwd. Het tweede voegt zich geleidelijk bij het eerste.

## Typering
Middlemarch kan een roman van compromissen worden genoemd. Elk van de hoofdpersonen moet leren van gemaakte fouten en zijn idealen en aspiraties temperen.
Middlemarch wordt wel beschouwd als het hoogtepunt in Eliots oeuvre, zowel qua structuur als qua karaktertekening. Op psychologisch indringende wijze schildert ze de vele goede en kwade aspecten van het kleinsteedse leven. De verschillende intriges zijn nauw met elkaar verbonden en zodanig geconcipieerd dat de ene de andere illustreert. Eliots typische humor geeft bovendien extra kleur aan het verhaal.

## Trivia
- Middlemarch werd in 2002 opgenomen in de lijst van beste 100 boeken uit de wereldliteratuur, samengesteld door de gezamenlijke Noorse boekenclubs en de Zweedse Academie.
- Van Middlemarch werd door de BBC tweemaal een succesvolle televisieserie gemaakt: in 1968 door Michael Voysey (script) en Joan Craft (regie) en in 1994 door Andrew Davies (script) en Anthony Page (regie).